# Kursujärvi (Gällivare socken, Lappland, 749078-170203)
Kursujärvi är en sjö i Gällivare kommun i Lappland och ingår i Kalixälvens huvudavrinningsområde. Sjön har en area på 0,192 kvadratkilometer och ligger 559,2 meter över havet. Kursujärvi ligger i Lina fjällurskog Natura 2000-område.

## Delavrinningsområde
Kursujärvi ingår i det delavrinningsområde (749285-170356) som SMHI kallar för Ovan VDRID = 732207-183771 i Kalixälvens vattendr*. Medelhöjden är 503 meter över havet och ytan är 22,89 kvadratkilometer. Räknas de 142 avrinningsområdena uppströms in blir den ackumulerade arean 2 531,27 kvadratkilometer. Avrinningsområdets utflöde Kalixälven (Kaitumälven) mynnar i havet. Avrinningsområdet består mestadels av skog (84 procent). Avrinningsområdet har 0,9 kvadratkilometer vattenytor vilket ger det en sjöprocent på 3,9 procent.